# Fluoruro de cobalto(II)
Fluoruro de cobalto(II) es el compuesto químico inorgánico de fórmula CoF2. Se presenta como un sólido cristalino de color rosa. Es usado en campos de sensibilidad al oxígeno, principalmente en la producción de metales. En bajas concentraciones, tiene uso en salud pública. En química orgánica sintética, es usado para uniones metálicas y para deposición óptica, en la cual mejora tremendamente la calidad óptica. Es insoluble en agua.